# 体感!奇跡のリアルタイム
体感!奇跡のリアルタイム（たいかんきせきのリアルタイム）は、2014年から2019年まで読売テレビを初めとする日本テレビ系列で年一回ペースで放送されていた特別番組である。

## 内容
同番組は実際に世界で起こった事件や事故の“生死を分けた瞬間”をその事件や事故を経験した当事者に綿密に取材をし、その取材を元に時間経過や運命を分けたターニングポイントから奇跡が起こった瞬間まで再現VTRで紹介。実際の映像を交え、現場にいるような臨場感を視聴者も味わうことができる番組。
かつて日本テレビ制作で放送されていた『奇跡の生還! 九死に一生スペシャル』の実質的な後継番組であり司会はネプチューンの名倉潤と辛坊治郎が務めていた。
2014年の第1回は7月20日に関西ローカルで放送され、その後2015年1月24日に遅れネットで日本テレビでも放送された。同年3月19日放送の第2回以降は3月の第3木曜日または第4木曜日の放送に固定となり、全国ネットとなった。
ただ、2020年以降は一度も放送されておらず、2019年3月21日の放送が最後となった。

## 出演

### 司会
- 名倉潤（ネプチューン）
- 辛坊治郎

### レギュラー
- テリー伊藤（第5回は出演していない）

## 放送リスト
| 放送回 | 放送日                  | 放送時間      | ゲスト                                                                     | 備考                                                          |
| ------ | ----------------------- | ------------- | -------------------------------------------------------------------------- | ------------------------------------------------------------- |
| 1      | 2014年7月20日（日曜日） | 15:00 - 16:30 | テリー伊藤、羽野晶紀、鈴木奈々、ロッチ                                     | 関西ローカル（日本テレビも2015年1月24日に『土曜特番』で放送） |
| 2      | 2015年3月19日（木曜日） | 21:00 - 22:54 | 高橋英樹、テリー伊藤、柴田理恵、ハライチ、おのののか                       | 全国ネット                                                    |
| 3      | 2016年3月31日（木曜日） | 21:00 - 22:54 | テリー伊藤、かたせ梨乃、高田延彦、綾部祐二、とにかく明るい安村、滝沢カレン | 全国ネット                                                    |
| 4      | 2017年3月30日（木曜日） | 21:00 - 22:54 | テリー伊藤、石原良純、高梨臨、ジャングルポケット、おのののか               | 全国ネット                                                    |
| 5      | 2018年3月22日（木曜日） | 21:00 - 22:54 | 泉谷しげる、杉浦太陽、関根麻里、高橋真麻、パンサー                         | 全国ネット                                                    |
| 6      | 2019年3月21日（木曜日） | 21:00 - 22:54 | テリー伊藤、アンミカ、内田理央、ロッチ                                     | 全国ネット                                                    |

## スタッフ
- 演出：平山勝雄、城間康男
- 再現ディレクター（第5回-）：佐藤三生（第4回まではディレクター）、加藤拓哉、田中俊哉、松山容子（加藤以降→第5回-）
- ディレクター（第4回以来）：植田俊平（第6回）
- 構成：堀田延、あだち昌也、杉山文三枝（杉山→第6回）、村松浩介（第5回-）、飯野友輔
- ナレーション：高地真吾、猪爪育人（猪爪→第3回-）
- TP：深谷高史
- TD/SW：藤本伸一（第6回）
- CAM：川治諒祐（第6回）
- VE：山下悠介
- VTR（第3回-）：水野博道（第6回）
- MIX（第3回-）：加瀬悦史（第6回）
- AUD：石井俊二（第6回）
- LD（第6回）：香川和代（第6回、第1回は照明）
- 美術：山本真平
- 美術制作：永田勝明
- 美術進行：矢野雄一郎
- CGデザイン：CRAZY TV
- CG・イラスト：グレートインターナショナル（第2,3,6回、第1回はイラスト）、スタジオスパロウ（第6回）
- 編集：星野裕也（第6回）
- MA：石塚翔子（第6回）
- 音効：金子寛史（第1-3,5回-）
- TK：荒井順子
- リサーチ：甲谷北斗（第3回-）
- 協力（第4回-）：ニユーテレス、フジアール、IMAGICA（IMA→第3回-、IMAまで→第3回までは技術協力）、TVG（第4回-）、グスク（第5回-）、杉江弘（第6回）
- 映像提供（第6回）：日本テレビ
- 宣伝：斉藤渉、三輪宗滋（共に第6回）
- AP（第3回-）：安部友子（第3回-）
- デスク：宮代さつき
- 構成・プロデューサー：張眞英（第1-3,5回-、第4回のみプロデューサー）
- プロデューサー：勝田恒次、野瀬慎一（野瀬→第2回-）、伊藤隆洋（第6回）、陶山達也（第3回-）、川岸宏彰（第5回-、第3回はAP、第4回は制作進行）
- チーフプロデューサー：片岡克也（第3回-）、結城豊弘（第6回、第2-4回はアドバイザー、第5回は報道アドバイザー）
- 制作協力：YELLOW
- 制作著作：ytv

### 過去のスタッフ
- ディレクター：小林恭寛、杉本諭久（第1回）、布川英樹、松谷夢々（第3回）、大垣ジョー（第2回はFD、第4回）、神戸一虎（第4回）、飯島拓哉（第4回まで）
- 制作スタッフ：渕聡（第1,2回）、五十嵐愛美、山下花奈（第2回）
- 構成：山崎駿（第3,4回）、内藤高淑（第5回まで）
- ナレーション：永田義和（第1回）、永田亮子（第2,3,5回）、渡辺篤史（第3回）、野田圭一（第4回）
- TD/SW：岩沢忠夫（第3回まで） 、横山政照（第4,5回）
- CAM：河野昌(晶)寿（第5回は晶寿名義）
- VTR（第3回-）：土井理沙（第3-5回）
- MIX（第3回-）：松本良道（第3-5回）
- AUD：片山勇、菅原武、江川祐（第1回）、奈良岡純一（第3-5回）
- 照明：荻原大希（第3-5回）
- 大道具：浅見大（第1回）、宇津木史高（第4回）
- アクリル装飾：松本健（第1回）、鳥居大吾（第4回）
- 編集：小川洋行、米沼元之（第1回）、青木秀幸（第3回）、山下大樹（第4回）、小口夏樹（第5回）
- MA：宮嶌宏道（第1回）、小田島真美（第3回）、民幸之助（第4回は幸一郎名義→第5回）
- 音効：本間孝男（第4回、SPOT）
- リサーチ：佐藤直也（第1回）
- メイク（第4回）：渡邊章子
- CGイラスト：森三平（第3回）、isi-work（第4回）、Physical-i（第5回）
- トリックアート：仲里カズヒロ（Studio-poll.com、第5回まで）
- 資料翻訳（第4回）：平岩理恵
- 撮影協力（第5回）：くらづか本舗、川崎ロケーションサービス、川崎大動脈センター、川越八幡宮（共に第5回）
- 技術協力：テクノマックス、朝日新聞/アマナイメージズ、洒落（第1回）、セコム（第3回）
- 協力（第4回-）：海上自衛隊、在日ポーランド商工会議所、ワンズワン、KMA Inter face（第4回）
- 編成：辻貴史、柿本幸一（第1回）
- 宣伝：熊谷有里子、乙部恭子（第1回）、小林杏奈（第3回）、稲葉一隆（第4回）、嶋岡良介（第4,5回）、今村紀彦（第5回）
- プロデューサー：田中雅博、林和夫（第1回）
- チーフプロデューサー：西田二郎（第1回）、山内隆行（第2回）

## 備考
2021年2月7日にフジテレビ系列で放送した「日曜ワンダー!『超絶!THE 空中サバイバル』」の一部VTRが当番組で放送されたものと酷似していたため、読売テレビがフジテレビに見解を求め、謝罪に至った。